# Albert van Saksen-Altenburg

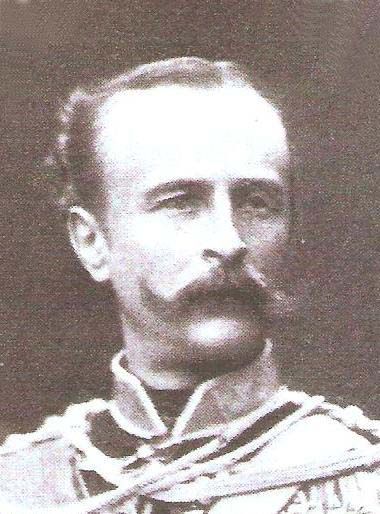
Albert van Saksen-Altenburg

Albert Hendrik Jozef Karel Victor George Frederik van Saksen-Altenburg (München, 14 april 1843 — Serrahn, Kuchelmiß, 22 mei 1902) was een prins van Saksen-Altenburg.
Hij was de oudste zoon uit het tweede huwelijk van Eduard van Saksen-Altenburg met Louise van Reuß oudere linie, dochter van Hendrik XIX Reuß.
Van 1861 tot 1865 was hij luitenant in het Vijfde Pruisische Ulanenregiment, daarna trad hij in dienst van het leger van tsaar Alexander III van Rusland, als generaal à la suite. Albert raakte bevriend met de tsaar en was vaak te gast bij het hof in Sint-Petersburg. In 1885 trouwde Albert met prinses Marie van Pruisen, die in 1878 was getrouwd met de toen al bejaarde prins Hendrik der Nederlanden, maar al vijf maanden later weduwe was. Na zijn huwelijk keerde Albert terug naar Pruisen, waar hij bij de Pruisische cavalerie eveneens de rang van generaal à la suite kreeg. Nadat Marie hem twee dochters had geschonken, overleed zij. Hierop hertrouwde Albert in 1891 met Helene van Mecklenburg-Strelitz, een dochter van George August van Mecklenburg-Strelitz en Catharina Michajlovna van Rusland. Dit huwelijk bleef kinderloos.

## Kinderen
De twee dochters van Albert en Marie waren:
- Olga (1886-1955)
- Marie (1888-1947)